# 依克多因
依克多因（化学名：1,4,5,6-四氢-2-甲基-4-嘧啶甲酸，1,4,5,6-tetrahydro-2-methyl-4-pyrimidinecarboxylic acid）是一种含氮有机化合物，化学式C6H10N2O2，存在于多种细菌中，由L-天冬氨酸-4-半醛合成，可作为渗透调节剂。